# Scheletro fibroso del cuore
Lo scheletro fibroso del cuore è rappresentato da un insieme di robuste formazioni connettivali, costituite da fibre collagene e in minor parte da fibre elastiche, localizzato principalmente sul piano valvolare cardiaco.

## Funzioni
Lo scheletro fibroso ha il compito di dare attacco ai fasci muscolari costituenti la parete degli atri e dei ventricoli, e di fornire una base d'impianto per le valvole cardiache, tenendole ancorate alla massa ventricolare anche tramite lamine connettivali. Caratteristica dello scheletro fibroso è quella di possedere la dinamicità e la deformabilità necessarie al corretto funzionamento valvolare, pur costituendo una struttura solida.
Forma inoltre una parete divisoria tra la muscolatura atriale e quella ventricolare, tale da isolare elettro-fisiologicamente le due parti dell'organo e da rendere il sistema di conduzione del cuore l'unico mezzo di comunicazione elettrica, facendo sì che la contrazione di atri e ventricoli non sia contemporanea.

## Struttura
Lo scheletro fibroso è composto da:
- gli anelli fibrosi che circondano gli orifizi atrio-ventricolari, ovvero quelli della valvola tricuspide e della valvola bicuspide (o mitrale);
- gli anelli fibrosi che circondano le due valvole semilunari, a livello dell'origine dei grossi vasi arteriosi (valvole aortica e polmonare);
- i due trigoni fibrosi, destro e sinistro;
- la parte membranosa del setto interventricolare, ovvero una delle due porzioni in cui è diviso (insieme a quella muscolare), nonché quella più soggetta a malformazioni congenite.

L'anello fibroso polmonare, situato a livello della valvola omonima e dell'origine dell'arteria polmonare, non è direttamente coinvolto nella costituzione dello scheletro fibroso, a causa della sua posizione più avanzata e leggermente fuori piano rispetto agli altri tre anelli. Dalla parte posteriore del suo contorno origina, tuttavia, il tendine del cono, che lo lega alla semiluna destra della valvola aortica dirigendosi obliquamente e indietro; come le altre strutture, anche il tendine del cono è punto di attacco per i fasci muscolari miocardici.

### Trigono fibroso destro
Il trigono fibroso destro, noto anche come corpo fibroso centrale, è una robusta massa di forma triangolare posta tra l'orifizio aortico (valvola aortica) e i due orifizi atrio-ventricolari (valvole tricuspide e bicuspide).
Esso non solo delimita un tratto del contorno degli orifizi valvolari, ma si può considerare un punto di partenza e anche di incrocio delle fibre collagene che vanno a costituire gli anelli fibrosi dei relativi orifizi.
Il trigono fibroso destro si prolunga poi nella parte membranacea del setto interventricolare, dove viene attraversato dal fascio di His del sistema di conduzione del cuore.

### Trigono fibroso sinistro
Il trigono fibroso sinistro si trova tra l'orifizio atrio-ventricolare sinistro e quello aortico; molto più piccolo del destro, ne riprende la struttura e vi si collega prolungandosi posteriormente.